# Lycia (banda)
Lycia es una banda musical del género darkwave, formado en 1988 en la localidad de Tempe, Arizona (Estados Unidos). Sus principales miembros son Mike VanPortfleet, Tara Vanflower, David Galas y John Fair. Se le atribuye un estatus de banda representativa dentro de los estilos darkwave y ethereal. Entre sus fanes confesos se encuentran personalidades de la talla de Trent Reznor de Nine Inch Nails y Peter Steele de Type O Negative.

## Historia
Mike VanPortfleet comenzó Lycia como un proyecto solista a comienzos de la década de 1980, pero fue recién en 1988 que decidió llevar a cabo el proyecto seriamente.Bandas postpunk como Psychodelic Furs, Echo & the BunnyMen, Bauhaus y Joy Division inspiraron inicialmente a VanPortfleet,sin embargo la banda logró un sonido propio gracias a la constante experimentación y a la colaboración con el músico John Fair. La cooperación entre VanPortfleet y Fair, junto a la esporádica participación de Will Welch, culminó en el lanzamiento del EP "Wake" en 1989 a través de Orphanage Records.
En 1990, tras la salida de John Fair del grupo,Mike VanPortfleet logró firmar un contrato con la discográfica Projekt Records, pionera en exponer grupos del género darkwave, siendo Lycia el primer contrato externo del sello.Tras rescatar algunos elementos de un proyecto descartado que se hubiese titulado Byzantine, Lycia publica el álbum Ionia en 1991, seguido por A Day In The Stark Corner en 1993.Ambos trabajos enmarcan el sonido de Lycia, caracterizado por la incorporación de guitarras distorsionadas, sintetizadores y cajas de ritmo, junto a voces y letras melancólicas.
El álbum Live se publicó en 1994, incorporando al músico David Galas a la banda, quien entabló relación con VanPortfleet durante la gira de A Day In The Stark Corner.En 1995 salió a la luz el álbum doble The Burning Circle And Then Dust, incorporando a la cantante Tara Vanflower a la banda. VanPortfleet había mostrado interés en incorporar voces femeninas a la banda desde los inicios del grupo, pero no fue hasta escuchar unos demos que le envío Vanflower que decidió llevar a cabo la idea, invitándola a formar parte de Lycia.Ese mismo año la banda participó de la gira musical de Halloween de Type O Negative junto a las bandas Electric Hellfire Club y Misfits.
En 1996 el grupo realizó el lanzamiento del disco Cold.La producción del álbum se vio enmarcada por conflictos entre los miembros de la banda, los cuales se vieron reflejados en las temáticas y la experimentación musical. El frío y la desolación invernal atraviesan el estilo del álbum, mientras que el sonido de la banda se expande gracias a la mayor incorporación de sintetizadores y guitarras, junto a la voz y letras de Vanflower en sintonía con VanPortfleet.Tras el lanzamiento de Cold, David Galas abandonó el grupo y Mike VanPortfleet y Tara Vanflower decidieron seguir con la banda, contrayendo matrimonio poco tiempo después.
Estrella, publicado en 1998, representa un sonido más etéreo y un punto alto de popularidad de la banda, que decaería en los años siguientes. Projekt Records publicó en 2001 los álbumes en vivo Compilation Appearances Volume 1 y 2. El siguiente disco, Tripping Back Into the Broken Days, publicado en 2002, incorporó instrumentos acústicos al sonido de la banda,pero a pesar de ser un nuevo lanzamiento tras cuatro años de hiato, el álbum recibió poca promoción en comparación con sus predecesores.En 2003, tras abandonar Projekt Records, Lycia lanzó el disco Empty Space mediante la disquera Silber Records.
Luego de siete años de ausencia, causados por un sentimiento de perdida de identidad artística entre los miembros y por los problemas ocasionados por la diabetes tipo 1 que aquejan a VanPortfleet, Lycia publica un EP digital titulado Fifth Sun en 2010.
El álbum Quiet Moments fue lanzado en 2013, tras un periodo de diez años desde la publicación de su último LP y explora una faceta íntima de la vida de VanPortfleet, acompañado por los sonidos sombríos de sintetizadores, guitarra y percusión.
Tras mostrar interés en colaborar una vez más con Vanflower y Galas,Mike VanPortfleet decidió invitarlos a la creación de un nuevo álbum publicado en 2015 bajo el título A Line That Connects.El disco explora los sonidos de los álbumes publicados en la década de 1990, resultando en un trabajo más colaborativo y que incluye la voz de Galas en las canciones “The Rain” y “Autumn Moon”.
Reincorporando al antiguo miembro John Fair al mando de los sintetizadores y experimentando con sonidos y letras sombrías, Lycia publica In Flickrs en 2018.
Un nuevo EP fue publicado bajo el nombre de Casa Luna en 2021 con material que evolucionó de antiguos demos y con elementos variados que mezclan ritmos electrónicos, guitarras españolas y estilos más oscuros. 
En 2022 Lycia lanzó el sencillo Simpler Times / A Far Away Place, inspirados por el modo de composición de VanPortfleet y Fair en la década de 1980.

## Miembros
- Mike Vanportfleet: voz, guitarra, bajo, sintetizador, letrista
- Tara VanFlower: voz, letrista
- John Fair: batería, caja de ritmos, sintetizador
- David Galas: bajo, voz, caja de ritmos

## Discografía

### Álbumes
- 1991: Ionia
- 1993: A Day in the Stark Corner
- 1994: Live
- 1995: The Burning Circle and then Dust (Remasterizado en 2006)
- 1996: Cold
- 1998: Estrella (Remasterizado en 2005)
- 2001: Compilation Appearances Volume 1
- 2001: Compilation Appearances Volume 2
- 2002: Tripping Back Into the Broken Days
- 2003: Empty Space
- 2013: Quiet Moments
- 2015: A Line That Connects
- 2018: In Flickers

### EP
- 1989: Wake

- 2010: Fifth sun
- 2021: Casa Luna

### Sencillos
- 2022: Simpler Times / A Far Away Place